# Raptor (moteur-fusée)
Pour les articles homonymes, voir Raptor.
Les Raptor sont une famille de moteurs-fusées à ergols liquides à cycle à combustion étagée à flux complet alimentés par du méthane liquide et de l'oxygène liquide (LOX), développés et fabriqués par SpaceX pour être utilisés sur le Starship de SpaceX. Ils équipent les étages inférieurs et supérieurs du lanceur super lourd Starship. Le concept général du moteur Raptor « est un moteur à combustion étagée, fonctionnant avec du méthane et hautement réutilisable, qui alimentera la prochaine génération de lanceurs de SpaceX conçus pour l'exploration et la colonisation de Mars », en plus des missions en orbite terrestre basse ou sur la Lune,. Selon Elon Musk, cette conception sera en mesure d'atteindre la pleine réutilisabilité (tous les étages de la fusée) et, par conséquent, permettra en cas de succès « une réduction des coûts des vols spatiaux de deux ordres de grandeur » (soit 100 fois moins coûteux). Contrairement aux moteurs-fusées réutilisables précédents tels que le RS-25, les moteurs sont conçus pour être réutilisés plusieurs fois avec peu d'entretien.
Le Raptor se distingue par le fait qu'il est le troisième moteur-fusée de l'histoire à être conçu pour utiliser un cycle à combustion étagée à flux complet, et le premier à propulser réellement un véhicule.
Le couple d'ergols cryogéniques « méthalox » s'oppose à la combinaison RP-1 et oxygène liquide (« kérolox ») utilisée dans les précédents moteurs-fusées Merlin et Kestrel de SpaceX. Le moteur Raptor a environ trois fois la poussée du moteur Merlin 1D, qui propulse les lanceurs Falcon 9 et Falcon Heavy. Le méthane est brûlé comme le RP-1, mais ses molécules sont beaucoup plus simples que le kérosène. Lorsqu’une molécule de méthane brûle (CH4) avec deux molécules d’oxygène (O2), le moteur produit uniquement du dioxyde de carbone et de l’eau dans l’échappement, sans aucun des autres contaminants, notamment du noir de carbone ou carbone suie.
En produisant le méthane destiné à être embarqué par la fusée à partir du dioxyde de carbone de l’atmosphère et d'hydrogène vert par la réaction de Sabatier, il est possible d'obtenir la neutralité carbone du cycle complet (combustible bas carbone).

## Historique

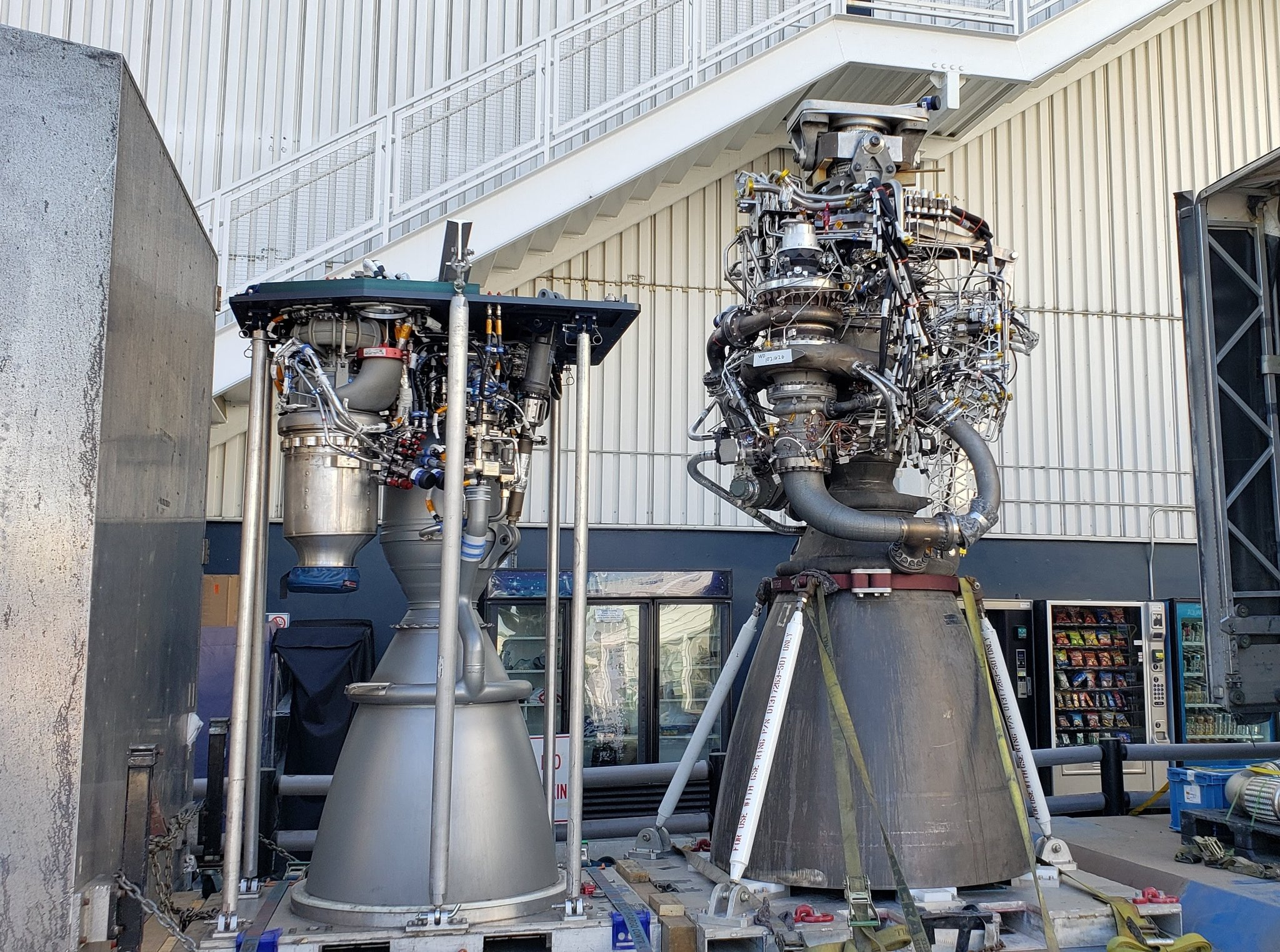
Un moteur Merlin (à gauche) et un Raptor 1 sea-level (à droite).

### Conception initiale
Le projet de développement du moteur-fusée Raptor a été pour la première fois évoqué publiquement par Max Vozoff de SpaceX au Commercial Crew/Cargo Symposium de l'Institut américain d'aéronautique et d'astronautique en 2009. En avril 2011, SpaceX avait un nombre réduit d’ingénieurs sur le projet, le concept avait alors un faible niveau de priorité et prévoyait alors un moteur alimenté par du LH2 / LOX. Le programme fut de nouveau évoqué en 2011 et en mars 2012, la presse se fit le relais d’affirmations sur le programme de développement du moteur d'étage supérieur Raptor sans que des détails supplémentaires ne soient rendus publics.
En octobre 2012, SpaceX rend public son concept de moteur-fusée Raptor. Le projet vise à créer un moteur qui serait « plusieurs fois plus puissant que la série de moteurs Merlin 1 et qui n’utilisera plus le carburant RP-1 des moteurs Merlin ». SpaceX refuse cependant de préciser le combustible utilisé. Ils indiquent que plus de détails seraient donnés d’ici « un à trois ans » et que le nouveau moteur est destiné à équiper une nouvelle fusée de SpaceX qui utilisera plusieurs de ces puissants moteurs et sera théoriquement capable de lancer des masses de charge utile de l'ordre de 150 à 200 tonnes en orbite terrestre basse, dépassant la capacité de charge utile du Space Launch System de la NASA.

### Développement
En novembre 2012, Elon Musk annonce un nouvel objectif pour le département propulsion de SpaceX : le développement de moteurs-fusées fonctionnant au méthane,. Il indique en outre que le concept de moteur au nom de code Raptor sera désormais basé sur la combustion de méthane, étant un carburant de choix pour la colonisation de Mars.
En raison de la présence d'eau dans le sous-sol martien et de dioxyde de carbone dans l'atmosphère de la planète Mars, le méthane, qui est un hydrocarbure simple, peut être facilement synthétisé sur la planète rouge en utilisant la réaction de Sabatier. La production in-situ de ressources sur Mars a notamment été examinée par la NASA et jugée viable pour l'oxygène, l'eau et la production de méthane.

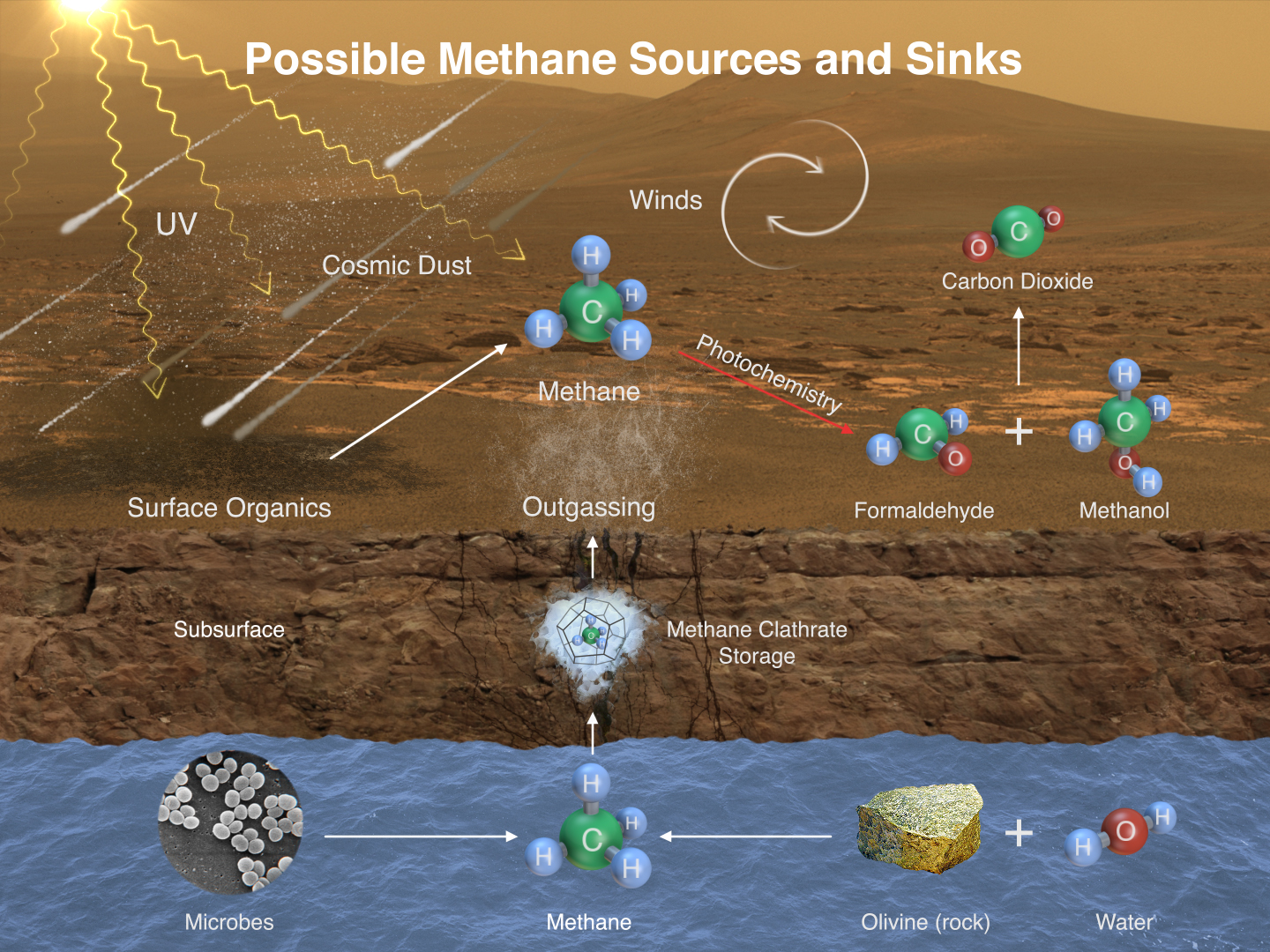
Sources potentielles et puits de méthane sur Mars.

Selon une étude publiée par des chercheurs de la Colorado School of Mines, l'utilisation in-situ des ressources telles que le méthane de Mars rend les missions spatiales techniquement et économiquement plus réalisables et rendrait une réutilisation du matériel possible. Du méthane a notamment été découvert dans des météorites de Mars.

Comparaison des noyaux de fusée de SpaceX : (de gauche à droite) Falcon 9 v1.0 (2010), Falcon 9 v1.1 (2013), et une ébauche d’avril 2014 du lanceur du MCT d'un diamètre de 10 mètres avec ses 9 moteurs Raptor sur la base des informations de début 2014.

Lors de la première évocation du projet par SpaceX en 2009 ainsi que lors de déclarations ultérieures en 2012, le terme « Raptor » désignait exclusivement le concept d’un moteur d'étage supérieur,. Début 2014, SpaceX a déclaré que le Raptor serait utilisé à la fois pour le nouveau deuxième étage et pour le premier étage principal (de 10 mètres de diamètre) du Mars Colonial Transporter (« Transporteur colonial martien ») (qui évolue ensuite en Interplanetary Transport System et en 2017, en Big Falcon Rocket). Chaque étage utilisera neuf moteurs Raptor, similaire à l'utilisation des neuf Merlin 1 sur le premier étage de la fusée Falcon 9.
De premiers indices avaient laissé entendre qu'un moteur à combustion étagée au méthane était à l'étude chez SpaceX dès mai 2011. SpaceX avait alors demandé à l'Armée de l'Air américaine si un moteur alimenté au méthane était envisageable dans le cadre de l’appel d’offres de l’USAF pour le développement d’un moteur au kérosène (appel d’offres pour un lanceur haute performance réutilisable : Reusable Booster System High Thrust Main Engine).
De nouvelles informations publiées en novembre 2012 indiquent que SpaceX pourrait avoir en développement non pas un moteur mais une famille de moteurs-fusées Raptor. Cette présomption a été confirmée par SpaceX en octobre 2013. Cependant, la directrice de l’exploitation (COO) Gwynne Shotwell a précisé en mars 2014 que le nouveau programme de développement du moteur est exclusivement destiné à produire un moteur Raptor de pleine puissance. Des moteurs plus petits ne sont donc pas prévus dans le développement.
En octobre 2013, SpaceX a annoncé qu'ils allaient commencer à effectuer une série de tests du moteur-fusée Raptor au Centre spatial John C. Stennis dans le comté de Hancock, Mississippi. Pour cela, SpaceX devait équiper l'infrastructure existante des bancs d'essais pour les adapter à l'usage du méthane liquide,,. En avril 2014, SpaceX avait fini de préparer ses installations de test et prévoyait alors de commencer les essais avant la fin du mois de mai 2014. Le programme de test des composants du moteur a commencé sérieusement, en se concentrant sur le développement de procédures de démarrage et d'arrêt robustes. Les tests de composants au centre Stennis ont également permis la caractérisation et la vérification du matériel.
SpaceX a commencé avec succès les tests des injecteurs en 2014 et a réalisé un test à pleine puissance d'un pré-brûleur d'oxygène en 2015. 76 essais du pré-brûleur totalisant quelque 400 secondes de temps de test ont été exécutés d'avril à août 2015. SpaceX a terminé ses essais comme prévu au centre Stennis de la NASA en 2014 et 2015. En février 2016, le centre Stennis avait bon espoir d'établir des accords pour des tests supplémentaires.
En janvier 2016, l'US Air Force a accordé un contrat de développement de 33,6 millions $ US à SpaceX pour le développement d’une version prototype de son moteur Raptor réutilisable au méthane pour une utilisation sur l'étage supérieur des Falcon 9 et Falcon Heavy. SpaceX a de son côté investi environ le double, soit 67,3 millions US $. Les travaux dans le cadre du contrat devraient être achevés en 2018 et les tests de performance du moteur se feront au Centre spatial John C. Stennis de la NASA dans le Mississippi et à la Los Angeles Air Force Base (en),. Cette évolution des Falcon Heavy a été abandonnée.
En octobre 2013, SpaceX a également révélé la poussée nominale prévue pour le moteur Raptor à 2940 kN. En 2014, les performances fixées ont été revues à la hausse puis à la baisse en 2015 avec une poussée inférieure pour optimiser le rapport poussée/poids.
En février 2014, Tom Mueller, le directeur du développement des moteurs-fusées à SpaceX, a révélé dans un discours que les moteurs « Raptor » étaient conçus pour être utilisés sur un véhicule équipé de neuf moteurs qui devrait permettre d’acheminer « plus de 100 tonnes de fret jusqu'à la surface de Mars » et que la fusée serait plus puissante que précédemment annoncé. Elle produirait plus de 4400 kN de poussée,. En juin 2014, Mueller a fourni plus de spécifications au cours d’une conférence. Les objectifs de performance sont de 6 900 kN de poussée au niveau de la mer (équivalent à 705 tonnes de poussée en gravité standard) et 8200 kN de poussée dans le vide (840 tonnes de poussée) ainsi qu'une impulsion spécifique de 380 s dans le vide. Des informations antérieures avaient estimé la conception pour une Isp dans le vide à seulement 363 s. Jeff Thornburg, qui a dirigé le développement du moteur Raptor chez SpaceX entre 2011 et 2015, a noté que les moteurs-fusées au méthane ont des performances plus élevées que ceux fonctionnant au mélange kérosène / RP-1 et inférieures à ceux à l'hydrogène. D’après lui, ces moteurs ont également beaucoup moins de problèmes à long terme que les moteurs à multi-démarrage au kérosène. Le méthane brûle notamment plus proprement que le kérosène (il n'encrasse donc pas les moteurs) et a un coût nettement inférieur à celui de l'hydrogène. À cela s’ajoute la possibilité de produire du méthane directement à partir de sources extra-terrestres,.
En janvier 2015, Elon Musk a fait une nouvelle déclaration à propos de la poussée alors ciblée. Le nouveau concept devait développer environ 2300 kN de poussée (230 tonnes-force), c’est-à-dire une poussée beaucoup plus faible qu’annoncée préalablement. Cette déclaration a remis en cause une grande partie des spéculations autour de la configuration des moteurs qui voyaient majoritairement 9 moteurs sur le modèle des Falcon 9. De plus, Elon Musk a déclaré qu’« il y aurait un grand nombre de [moteurs] ». En août 2015, dans une déclaration, Elon Musk indiquait que le ratio oxydant - combustible pour alimenter le moteur serait d'environ 3,8 pour 1.
Le 9 décembre 2020, le prototype du Starship SN8, équipé de trois moteurs Raptor, effectue un vol à 12,5 km d'altitude. C'est la première fois que trois de ces moteurs fonctionnent simultanément.
Le mercredi 5 mai 2021, le prototype du Starship SN15, équipé de 3 moteurs Raptor V1.5, effectue un vol à 10 km d'altitude. Pour la première fois, un Starship a atterri sans explosion du prototype.
Le jeudi 20 avril 2023 a lieu la première tentative de vol orbital du Starship avec les prototypes Starship S24 et SuperHeavy B7. Trois moteurs Raptor V2 n'ont pas démarré au début du décollage du lanceur et 6 à 8 moteurs se sont éteints durant le vol. Le vol a duré 4 minutes et 2 secondes et s'est terminé en échec avec l'activation du système d'autodestruction du lanceur.
Le 18 novembre 2023, a lieu la seconde tentative de vol orbital du Starship "IFT 2" avec les prototypes S25 et B9. Durant la première phase de décollage, tous les moteurs Raptors V2 se sont allumés et ont affiché une propulsion nominale pendant toute la phase d'ascension. C'était la première fois que ces moteurs ont tous fonctionné correctement lors d'un vol d'essai. Après avoir éteint 30 des 33 moteurs, les deux étages du vaisseau se sont séparés grâce à une technique appelée "hot staging" qui consiste à allumer les moteurs du second étage alors que les deux étages sont encore liés. Le starship S25 allumera ses 6 moteur-fusée Raptors V2 et procédera à une ascension nominale durant 6 minutes. Une fuite d'oxygène provoquera l'activation du système d'autodestruction du second étage. Juste après la séparation des deux étages le premier étage réalise une manœuvre de retournement et tente de rallumer 13 des 33 moteurs du booster. En raison du blocage d'un filtre sur le circuit d'approvisionnement des moteurs en oxygène liquide, la pression dans les turbopompes a été perdue et aurait provoqué la perte en cascade de plusieurs moteurs puis à l'explosion de l'un d'entre eux, conduisant à la perte totale du véhicule.

### Tests

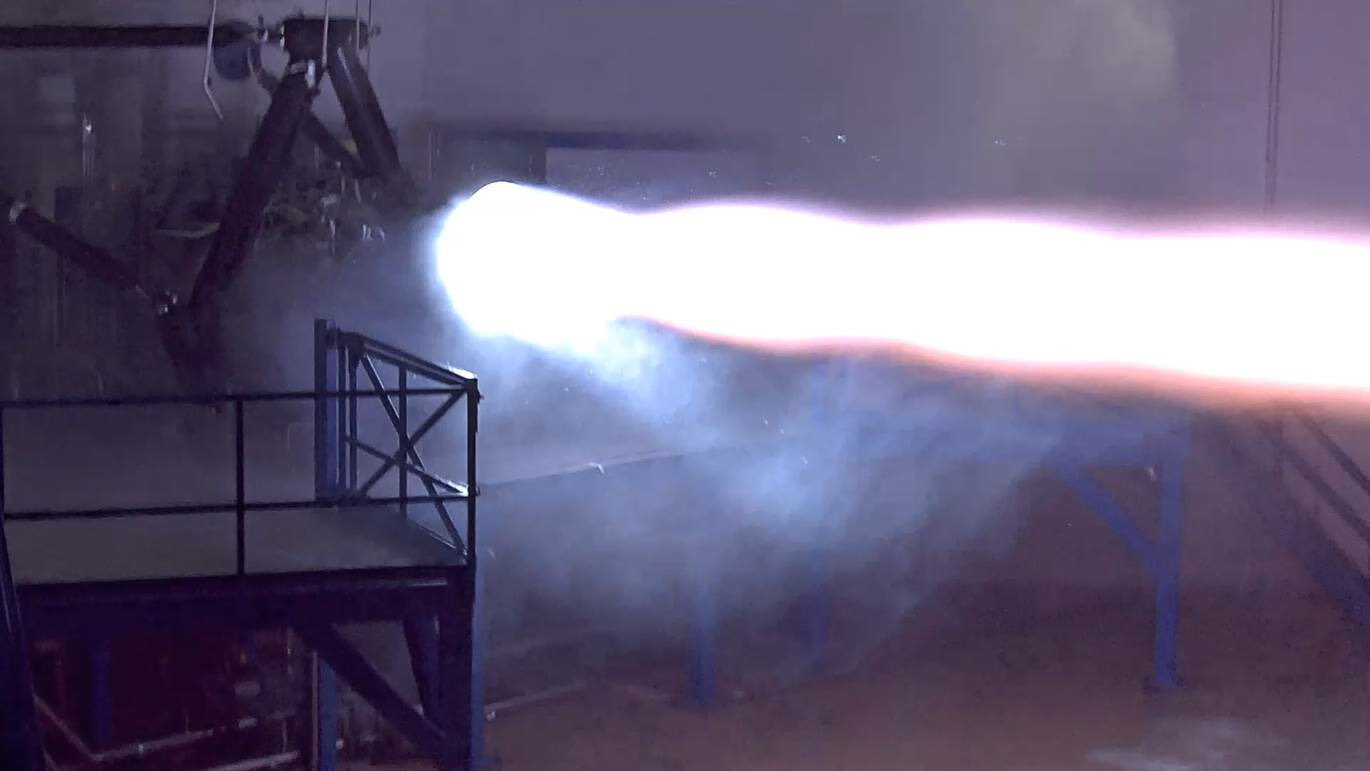
Premier tir d'essai d'un moteur Raptor le 25 septembre 2016 à McGregor, Texas

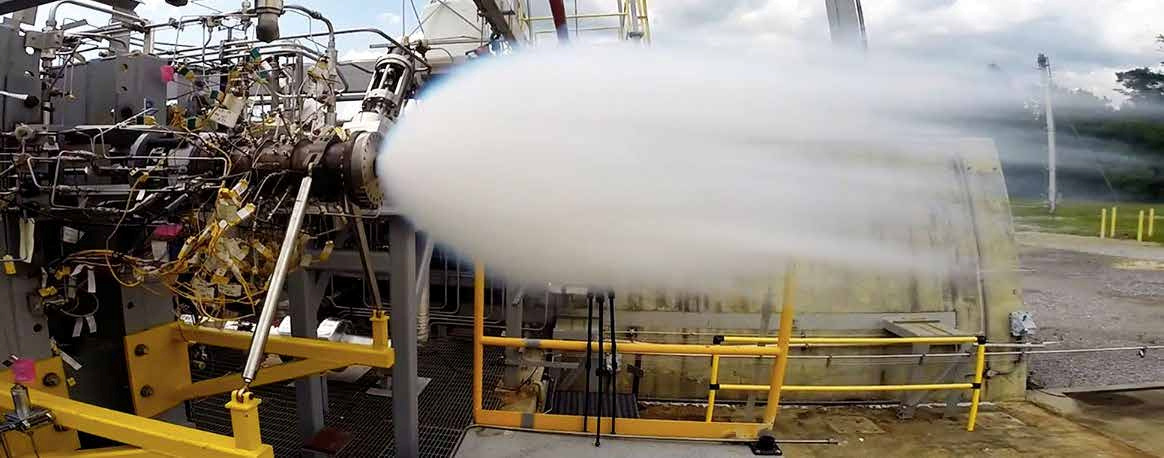
Test des pré-brûleurs d'oxygène du Raptor au Stennis Space Center en 2015

Les tests de développement initiaux des composants du moteur Raptor au méthane ont été réalisés au centre spatial Stennis dans le comté de Hancock au Mississippi où SpaceX a adapté l'infrastructure existante afin de pouvoir effectuer les essais moteur au méthane liquide,. Ces tests ont été limités à des composants du moteur Raptor. Les bancs d'essai du complexe E-2 de Stennis n’étaient pas capables de soutenir des essais à pleine puissance (maximum testable de 440 kN de poussée). Le moteur Raptor en développement tel que prévu en octobre 2013 au moment de l’équipement de la plateforme de Stennis était conçu pour générer plus de 2 940 kN de poussée dans le vide. Les tests des composants du moteur Raptor ont commencé en mai 2014 au complexe E-2,.
Les modifications apportées aux bancs d'essai par SpaceX font maintenant partie de l'infrastructure de test de Stennis et seront disponibles aux autres utilisateurs de l'installation après que SpaceX ait terminé son programme.
SpaceX a complété avec succès une « série de tests d'injection principale à la fin 2014 » et un « test à pleine puissance du pré-brûleur d'oxygène » du Raptor en juin 2015. Les tests se poursuivent sur les pré-brûleurs composants le Raptor à partir de septembre 2015.
Début 2016, SpaceX avait construit un nouveau banc d'essai de moteurs-fusées sur son site d'essai de McGregor, dans le centre du Texas, pour tester les Raptor,. En août 2016, le premier moteur-fusée Raptor intégré, fabriqué dans les installations de SpaceX d'Hawthorne en Californie, a été expédié à McGregor pour les essais. Le moteur avait une poussée de 1 MN, soit moins de la moitié de la poussée du moteur Raptor à l'échelle utilisé pour les essais en vol en 2019.
Le 26 septembre 2016, Elon Musk a révélé que le moteur utilisait des turbopompes à plusieurs étages. Des détails techniques supplémentaires substantiels sur la propulsion du lanceur ITS ont été résumés dans un article sur le moteur Raptor publié la semaine suivante. De plus, un moteur de développement à échelle réduite avait déjà été construit pour la validation de la conception. À cette époque, ce premier moteur de développement Raptor à petite échelle avait récemment été testé sur un banc d'essai au sol à McGregor, mais pour un seul bref tir. Ce moteur à échelle réduite produisait une poussée d'environ 1 000 kN. Pour éliminer les problèmes de Séparation de couche limite lors des tests dans l'atmosphère terrestre, le rapport d'expansion de la tuyère avait été limité à 150. NASASpaceFlight a rapporté que le moteur de développement ne faisait qu'un tiers de la taille de l'un des nombreux modèles de moteurs plus grands étudiés pour les véhicules ultérieurs.
La première version du moteur de vol est destinée à fonctionner à une pression de chambre de 250 bars, avec l'intention de la porter à 300 bars ultérieurement. D'ici septembre 2017, le moteur d'essai à échelle réduite de 200 bars, avec une poussée de 1 méganewton et « un nouvel alliage pour aider sa turbopompe riche en oxygène à résister à l'oxydation, [...] avait effectué 1 200 secondes de tirs au cours de 42 tests ». Cet alliage est connu sous le nom de SX500, créé par l'équipe métallurgique de SpaceX et utilisé pour contenir de l'oxygène chaud dans le moteur jusqu'à 12000 psi (830 bar).
En février 2019, Elon Musk a indiqué sur Twitter la mise à feu du Raptor, qui a pu fournir une poussée de 1 687 kN (172 tonnes) pour une pression de 268,9 bar dans la chambre de combustion.
Le 27 août 2019, un moteur Raptor SN6 a été testé avec succès dans le cadre de l'essai du démonstrateur StarHopper. Ce moteur a permis un vol de 57 s, consistant en l'élévation du démonstrateur jusqu'à une hauteur de plus de 150 mètres, ainsi qu'un atterrissage sur une autre plateforme éloignée d'une centaine de mètres de celle de départ. Ce moteur a réalisé des modulations de puissance, mais a montré une défaillance vers la fin de la phase d'atterrissage, cela se manifestant par une combustion très "riche" en méthane d'où une flamme très orangée.
En août 2020, Elon Musk a indiqué sur Twitter la mise à feu d'un Raptor, qui a pu fournir une poussée de 225 tonnes pour une pression de 330 bars dans la chambre de combustion
Le 31 mai 2021, le moteur Raptor V1.5 a terminé pour la première fois le test d'allumage du moteur du long temps de vol orbital.
Le 27 juin 2021, le premier moteur Raptor V1.5 Vacuum est arrivé à Boca Chica, au Texas et sont rejoints fin juillet 2021, par plus de 20 moteurs Raptor V1.5 et 3 moteurs Raptor V1.5 Vacuum.
Le 25 octobre 2021, Elon Musk a déclaré que le moteur Raptor V2 avait atteint une pression maximale de la chambre de 321 bars avant l'explosion et avait généré 245 tonnes de poussée.
Le 12 novembre 2021, le prototype de Starship S20 a terminé le premier essai d'allumage statique de six moteurs.
Le 18 décembre 2021, Elon Musk a confirmé que le futur Starship aura 9 moteurs Raptor de deuxième génération, et que le booster aura 33 moteurs Raptor de deuxième génération.
Le 10 février 2022, Elon Musk a déclaré que le moteur Raptor avait atteint 247 tonnes de puissance, et a souligné qu'après avoir traité le problème de la fonte à haute température de la deuxième génération du moteur Raptor, au moins une deuxième génération de moteur Raptor peut être produite chaque jour.
Le 30 mars 2022, le premier moteur Raptor de deuxième génération est arrivé à Boca Chica, au Texas.
En juillet 2022, un total de 39 moteurs Raptor de deuxième génération ont été installés sur les prototypes S24 et B7.
En octobre 2022, le premier moteur Raptor V2.5, génération utilisant un système de guidage électrique (contre le système hydraulique utilisé jusqu'alors) est arrivé à Boca Chica, au Texas.
En novembre 2022, SpaceX a achevé la fabrication du 200e moteur Raptor de deuxième génération.
En mai 2023, le moteur Raptor V3 de troisième génération a atteint une pression de la chambre de 350 bars et a généré jusqu'à 269 tonnes métriques de poussée, ce qui équivaut à un booster Super-Heavy avec environ 8 900 tonnes métriques de poussée.
Le 17 août 2023, SpaceX effectue un tir statique de longue durée d’un moteur Raptor au site McGregor au Texas avec une orientation à 15 degrés. Il s'agit de la déviation maximale du cardan lors du "landing burn" (allumage d'atterrissage),.
Le 8 août 2024, SpaceX a effectué un tir statique de 30 seconde d’un moteur Raptor V3 au site de McGregor au Texas dans sa version finale pour la première fois.

## Financement
De 2009 à 2015, le développement de moteurs a été financé par les investissements de SpaceX, sans attirer de financement du gouvernement américain.
Le 13 janvier 2016, l'armée de l'air américaine a conclu un accord avec SpaceX pour développer un prototype de moteur Raptor conçu pour les étages supérieurs des lanceurs Falcon 9 et Falcon Heavy, avec un financement de 33,7 millions de dollars par l'armée de l'air et d'au moins 67,3 millions de dollars de SpaceX. Le contrat devait être conclu au plus tard le 31 décembre 2018,,.
Le 9 juin 2017, l'U.S. Air Force a modifié l'accord, augmentant le montant du financement de sa part de 16,9 millions de dollars sans préciser l'objectif,.
Le 19 octobre 2017, l'armée de l'air américaine a fourni à SpaceX un financement supplémentaire de 40,8 millions de dollars pour le développement d'un prototype de moteur-fusée Raptor, puis encore 6,5 millions de dollars le 22 décembre 2017.

## Conception

### Cycle à combustion étagée à flux complet

Schéma du moteur Raptor (version 2) réalisé à partir de données en source ouverte.

Schéma illustrant un Cycle à combustion étagée full-flow.

Le moteur Raptor est alimenté par du méthane liquide et de l'oxygène liquide sous-refroidis en utilisant un cycle à combustion étagée à flux complet plus efficace. Ce concept se distingue du cycle « ouvert » générateur de gaz plus simple et du mélange de propergols LOX / kérosène que les moteurs Merlin actuels utilisent. Les moteurs principaux de la navette spatiale américaine, les RS-25, utilisent également une forme plus simple d'un cycle à combustion étagée, de même que plusieurs moteurs-fusées russes, comme le RD-180 et le RD-191. Cette conception, à flux complet, permet au moteur d'atteindre une plus grande efficacité en utilisant tout le carburant disponible sans en gaspiller pour alimenter ses turbopompes. Dans ce cycle à combustion étagée à flux complet, 100 % de l'oxygène mélangé avec une faible proportion de méthane (sous-stœchiométrique) alimente la turbopompe à oxygène et 100 % du méthane avec une faible proportion d’oxygène alimente la turbopompe à méthane. Les deux flux carburant-comburant sont introduits intégralement en phase gazeuse dans la chambre de combustion.
Avant 2014, seuls deux modèles de moteurs-fusées à combustion étagée à flux complet avaient suffisamment progressé pour être testés sur des bancs d'essai : le projet soviétique RD-270 dans les années 1960 et le projet Integrated Powerhead Demonstrator (en) d'Aerojet Rocketdyne au milieu des années 2000,,. Le moteur est conçu pour une fiabilité extrême, visant à soutenir le niveau de sécurité des compagnies aériennes requis par le marché du transport aérien (vols suborbitaux point à point). Le moteur Raptor est conçu pour être en mesure de fournir « une longue durée de vie [...] et des environnements de turbines moins hostiles »,.
L'allumage pour tous les moteurs Raptor, à la fois sur le pas de tir et en vol, était assuré par des allumeurs à torche à double redondance, éliminant le besoin d'un fluide d'allumage dédié et consommable, tel qu'utilisé sur Merlin (mélange hypergolique de triéthylaluminium et de triéthylborane). Cela a été modifié pour les moteurs Raptor 2 où les torches d'allumage ont été remplacées par une méthode d'allumage secrète prétendument moins complexe, plus légère, moins chère et plus fiable. Les torches d'allumage sont toujours utilisés pour l'oxygène et les pré-brûleurs.
Vers 2014, les caractéristiques suivantes sont envisagées pour augmenter les performances et la fiabilité du moteur :
- Éliminer le joint de la turbine carburant-comburant qui est une cause potentielle d'échec dans les conceptions plus traditionnelles de moteur-fusée,
- Obtenir des pressions plus faibles à travers le système de pompage pour augmenter la durée de vie et réduire le risque d'une défaillance catastrophique,
- Créer la capacité d'augmenter la pression dans la chambre de combustion pour augmenter la performance globale, ou « à l'aide de gaz froids fournissant les mêmes performances qu’un moteur à combustion étagée standard avec beaucoup moins de tension sur les matériaux, ce qui réduit considérablement la fatigue des matériaux ou le poids [du moteur] »[15].

### Ergols
Le moteur Raptor est conçu pour fonctionner avec des ergols liquides cryogéniques sous-refroidis, à la limite de leur point de congélation plutôt qu'à une température proche de leur point d'ébullition comme c’est le plus courant pour les moteurs-fusées cryogéniques,. Ce choix permet d'augmenter la densité des ergols afin de pouvoir en stocker plus dans les réservoirs du lanceur. Les performances du moteur sont également augmentées avec des ergols sous-refroidis. L'impulsion spécifique est augmentée, et le risque de cavitation aux entrées des turbopompes est réduit en raison du débit massique du combustible propulseur plus élevé par unité de puissance produite. Le rapport oxydant/carburant du moteur serait d'environ 3,8 pour 1, comme l'a déclaré Elon Musk.

### Performances
Elon Musk a révélé que la performance ciblée des Raptor était une impulsion spécifique dans le vide de 382 s (3 750 m/s), avec une poussée de 3 MN (670,000 lbf), une pression dans la chambre de combustion de 300 bars (30 MPa ; 4 400 psi) et un taux de dilatation de 150 pour la variante optimisée pour le vide.
Les performances visées pour le moteur Raptor ont largement variées au fur et à mesure de l’avancement du projet : de 8200 kN de poussée dans le vide à une valeur plus récente beaucoup plus faible de 2300 kN (230 tonnes de poussée). Les estimations ciblent maintenant une impulsion spécifique Isp de 363 secondes dans le vide et de 321 secondes au niveau de la mer,. La poussée finale et l’impulsion spécifique Isp est toujours susceptible de changer tant que le programme de développement ne sera pas achevé.
| Moteur | Lanceur          | Poussée | Impulsion spécifique | Ratio poussée/ poids | Pression | Ergols            | Cycle alimentation                     |
| ------ | ---------------- | ------- | -------------------- | -------------------- | -------- | ----------------- | -------------------------------------- |
| Raptor | Starship         | 2400 kN | ~350 s.              | 200 (but)            | 300 bars | Méthane/Oxygène   | combustion étagée à flux complet       |
| BE-4   | New Glenn Vulcan | 2400 kN | 339 s.               | ?                    | 134 bars | Méthane/Oxygène   | combustion étagée enrichi en oxygène   |
| RD-180 | Atlas V          | 4152 kN | 338 s.               | 78,44                | 267 bars | Kérosène/Oxygène  | combustion étagée enrichi en oxygène   |
| RD-191 | Antares Angara   | 2090 kN | 337,5 s.             | 89                   | 258 bars | Kérosène/Oxygène  | combustion étagée enrichi en oxygène   |
| RS-25  | SLS              | 2280 kN | 453 s.               | 73                   | 206 bars | Hydrogène/Oxygène | combustion étagée enrichi en carburant |

### Fabrication et matériaux
De nombreux composants des premiers prototypes du Raptor ont été fabriqués par impression 3D, notamment les turbopompes et les injecteurs, ce qui a eu pour effet d'accélérer le développement et les tests itératifs,. Le moteur de développement à échelle inférieure de 2016 comptait 40 % (en masse) de ses pièces fabriquées par impression 3D. En 2019, les collecteurs de moteur ont été coulés à partir du superalliage SX300 Inconel développé en interne par SpaceX, qui sera bientôt remplacé par le SX500. Le moteur Raptor utilise un grand nombre d'injecteurs à tourbillon coaxiaux pour admettre les ergols dans la chambre de combustion, plutôt que des injecteurs à téton (en) utilisés sur les précédents moteurs-fusées Merlin que SpaceX a produits en série pour sa famille de lanceurs Falcon.

### Production
En juillet 2021, SpaceX a annoncé qu'elle construirait une deuxième installation de production de moteurs Raptor, celle-ci dans le sud du Texas, près de l'installation d'essai de moteurs de fusée existante. The Dallas Morning News a rapporté en juillet que SpaceX « démarrerait bientôt » et que l'installation se concentrera sur la production en série de Raptor 2, tandis que l'installation californienne produira les Raptor Vacuum et des modèles de Raptor nouveaux/expérimentaux. La nouvelle installation devrait produire à terme 800 à 1 000 moteurs-fusées par an,. SpaceX vise une durée de vie de 1000 vols pour le Raptor. En 2019, le coût (marginal) du moteur approchait les 1 million de dollars. SpaceX prévoit de produire en série jusqu'à 500 moteurs Raptor par an, chacun coûtant moins de 250 000 $. Chaque premier étage du Starship utilisera 33 Raptor Sea-Level (optimisés pour le niveau de la mer), tandis que chaque Starship (second étage) utilisera 3 Raptor Sea-Level plus 3 Raptor optimisés pour le vide.
Fin 2021, SpaceX a déclaré que l'augmentation de la production du Raptor pour soutenir le programme d'essais fréquents de Starship prévu pour 2022 était "actuellement la plus grande contrainte sur le nombre de véhicules que nous pouvons fabriquer" et que ne pas parvenir à une cadence de vol d'au moins une fois toutes les deux semaines d'ici fin 2022 ouvrirait la possibilité d’une faillite pour SpaceX. La raison invoquée était que la capacité de lancement orbital de Starship est nécessaire pour fournir la prochaine génération de satellites Starlink nécessaires à la mise en œuvre de sa constellation Internet, à forte intensité de capital.

### Lanceurs envisagés

#### Starship
Trente-trois moteurs Raptor Sea-Level (optimisés pour le niveau de la mer) doivent alimenter le premier étage Super Heavy, tandis que le Starship dispose de six moteurs Raptor, trois optimisés pour le niveau de la mer et trois optimisés pour le vide, produisant une poussée d'environ 74 MN et 14 MN, respectivement. La section la plus basse des étages, appelée officieusement la « jupe », abrite les moteurs Raptor, ainsi que des réservoirs sous pression de type Composite overwrapped pressure vessel (en) (COPV) qui stockent l'hélium gazeux utilisé pour faire tourner les turbopompes des Raptor. Au-dessus de cette section se trouvent les réservoirs d'oxygène liquide et de méthane liquide, séparés par un « dôme commun » (fond commun aux deux réservoirs) contenant un petit réservoir « header tank » sphérique, de méthane, utilisé pour contenir le propergol pour l'atterrissage,.

#### Falcon 9 et Falcon Heavy
En janvier 2016, l'US Air Force (USAF) a attribué un contrat de développement de 33,6 millions de dollars à SpaceX pour développer une version prototype de son moteur Raptor réutilisable alimenté au méthane destiné à être utilisé sur un étage supérieur des lanceurs Falcon 9 et Falcon Heavy. Le contrat nécessitait un financement SpaceX du double du montant reçu, soit 67,3 millions de dollars,. Les travaux dans le cadre du contrat devaient être achevés au plus tard en décembre 2018, et les tests de performances du moteur devaient être effectués au Stennis Space Center de la NASA dans le Mississippi sous la supervision de l'US Air Force,. Le contrat de l'USAF prévoyait uniquement le développement et la construction d'un seul prototype de moteur avec une série d'essais au sol, sans conception d'étage supérieur de lanceur financée par le contrat. L'Air Force travaillait avec le Congrès des États-Unis en février 2016 pour mettre au point de nouveaux systèmes de lancement.
En octobre 2017, l'US Air Force a accordé une modification de 40,8 millions de dollars pour le développement du prototype de moteur Raptor pour le programme Evolved Expendable Launch Vehicle, les travaux dans le cadre de ce contrat devant être achevés d'ici avril 2018.
En tant que projet militaire du DoD, peu de détails techniques ont été rendus publics sur ce moteur ou sur les résultats du programme de construction et de test du prototype. Le prototype devait cependant être conçu pour répondre à l'objectif théorique de l'entretien d'un étage supérieur qui pourrait être utilisé sur les lanceurs Falcon 9 et Falcon Heavy existants, brûlant du méthane liquide et de l'oxygène liquide, utilisant le cycle de combustion étagé à flux complet et devant être explicitement un moteur réutilisable.

## Versions
Le moteur Raptor est développé en deux versions principales, l'une optimisée pour la pression atmosphérique régnant au niveau de la mer (Raptor Sea-Level) et l'autre optimisée pour le vide spatial, car le moteur doit alimenter les deux étages du lanceur Starship. Les différences portent donc surtout sur la tuyère.
Par ailleurs, au fur et à mesure de l'avancement du programme de développement des moteurs, de nouvelles déclinaisons sont créées, portant un numéro (Raptor 1, 2, etc.).

## Raptor Vacuum
Raptor Vacuum (RVac) est une variante du Raptor avec une tuyère allongée et refroidie par régénération pour une impulsion spécifique plus élevée dans le vide de l'espace. Ce moteur Raptor optimisé pour le vide vise une impulsion spécifique d’environ 380 s. Un test complet de la version 1 du moteur Raptor Vacuum a été achevé en septembre 2020 dans les installations de développement SpaceX à McGregor, au Texas. Les trois premiers moteurs Raptor Vacuum opérationnels devaient voler sur le prototype S20 du Starship et ont été installés le 4 août 2021. Cependant, le S20 ayant été retiré du service avant de voler, 3 moteurs Raptor optimisés pour le vide ont été envoyés dans l'espace et allumés en novembre 2023, tous les 3 à bord du Starship S25 lors de la mission IFT-2.

## Raptor 2

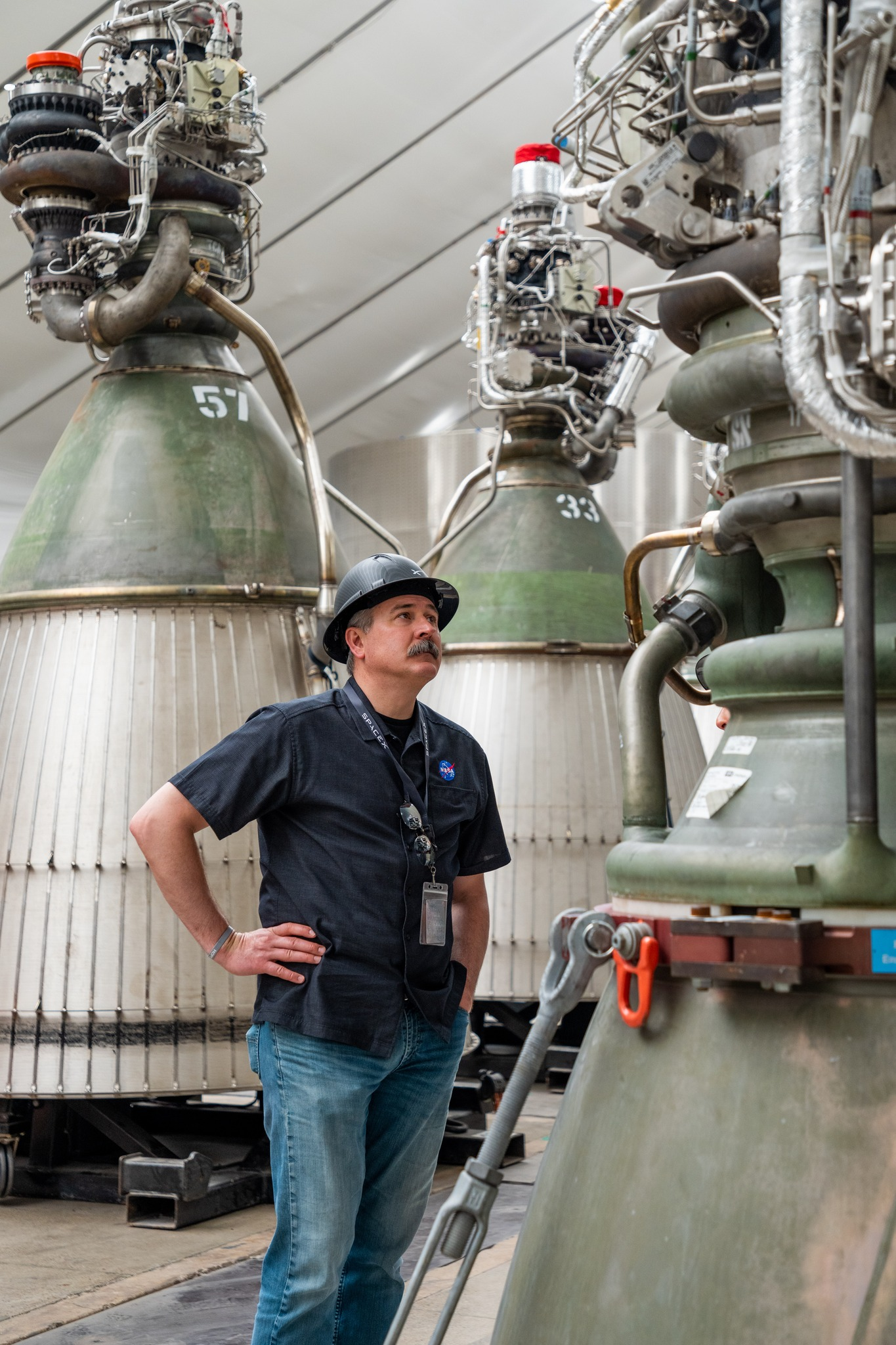
Un employé de la NASA debout entre deux moteurs Raptor 2 Vacuum (en arrière-plan) et un Raptor 2 Sea-Level (au premier plan). Le design épuré est clairement reconnaissable grâce aux parties réduites visibles au-dessus des tuyères du moteur (par rapport au Raptor 1).

Le Raptor 2 est une refonte complète du moteur Raptor 1,. La turbomachine, la chambre, la tuyère et l'électronique ont toutes été repensées et de nombreuses brides ont été converties en soudures, tandis que d'autres pièces ont été simplement supprimées. Les moteurs Raptor 2 ont fait l'objet de simplifications supplémentaires au cours de leur cycle de production.
Le Raptor 2 a les caractéristiques suivantes par rapport au Raptor 1 :
|                                            | Raptor-1 | Raptor-2 |
| ------------------------------------------ | -------- | -------- |
| Poids (environ), kg                        | 2080     | 1630     |
| Poussée (au niveau de la mer), tf          | 185      | 230      |
| Pression de la chambre de combustion, bars | 250      | 300      |
| Impulsion spécifique, sec                  | 350      | 347      |

En septembre 2019, SpaceX a déclaré que son objectif était d'utiliser des Raptor 2 sur l'ensemble du Starship. Ces moteurs sont actuellement produits dans l'installation de développement de moteurs de SpaceX près de McGregor, au Texas. Le 18 décembre 2021, Elon Musk a annoncé sur son compte Twitter que la production du Raptor 2 avait débuté, et qu'il produira plus de 230 tonnes-forces de poussée. Dans une mise à jour du Starship le 10 février 2022, Elon Musk a montré les capacités de Raptor 2 et comment il est simplifié mais plus puissant que le Raptor original,.
Les moteurs Raptor 2 atteignaient une poussée constante de 230 tf en février 2022, bien que SpaceX s'attend à pouvoir ajuster les paramètres et la conception du moteur au fil du temps pour atteindre au moins 250 tf. De plus, Musk a indiqué que le coût de production du moteur était environ la moitié de celui de la version Raptor 1 que SpaceX utilisait en 2018-2021. En juin 2022, Musk a tweeté que 250 tonnes étaient réalisables.
Le taux de production de Raptor 2 avait atteint cinq par semaine en février 2022.
SpaceX a effectué de nombreux essais de tirs statiques sur un lanceur utilisant des Raptor 2, dont un essai à 31 moteurs simultanément (sur les 33 présents) le 9 février 2023.
SpaceX a effectué le premier vol d'essai du Starship le 20 avril 2023. Le premier étage Super Heavy disposait de 33 Raptor V2, mais 3 d'entre eux se sont coupés avant le décollage. La mission a été marquée par plusieurs pannes de moteurs puis du système d'orientation, ce qui nécessita une destruction en vol.
Elon Musk a déclaré au youtubeur Tim Dodd au printemps 2022 qu'il avait encore des projets d'amélioration du Raptor. Il veut en particulier revoir les tuyaux externes afin de retirer des protections thermiques. Il aimerait également réduire davantage le nombre de boulons et d'écrous sur le moteur. En outre, il a indiqué vouloir modifier la procédure d'allumage de la torche des pré-brûleurs en le remplaçant par une procédure plus fiable.
En juillet 2022, les Raptors à TVC (pour Trust Vector Control, soit "Contrôle de vecteur de poussée") électrique remplaçant le TVC hydraulique, plus lourd, commencèrent à être produits. Les Super Heavy B9 et Starship S26 allant notamment être équipés du TVC électrique,.

## Raptor 2.5
Le Raptor 2.5 devrait encore augmenter la poussée à 250 tonnes avec une pression dans la chambre de combustion atteignant 330 bars.
L'objectif principal est de réduire le coût par tonne de poussée à moins de 1 000 dollars, ce qui correspondrait à un coût de production par moteur d'environ 250 000 dollars. Les indices pour y parvenir sont le retrait de toutes les brides ainsi que le plus d'impression 3D possible de la séquence de fabrication. En outre, il s'agit d'étudier pour obtenir le refroidissement du col de la tuyère par un fonctionnement plus riche en carburant de la chambre de combustion et d'abolir le refroidissement du film. Ce serait un équilibre entre une production simplifiée et donc une réduction des coûts, mais en même temps une faible diminution des performances.

## Raptor 3
En mai 2023, Musk a signalé un tir statique réussi d'un Raptor 3 à 350 bars pendant 45 secondes, produisant 269 tonnes de poussée.
En avril 2024, Musk, pendant un discours à la Starbase, a déclaré que les moteurs atteindront « plus de 330 tonnes de poussée, soit 10 000 tonnes de poussée totale au décollage. Raptor 3 n'aura pas non plus besoin de bouclier thermique ». Le Raptor 3 a également été vu comme particulièrement plus simplifié que celui de Raptor 1 et Raptor 2, enlevant une grande partie de la plomberie et des capteurs.
Les moteurs Raptor 3 n'auront pas besoin d'un bouclier thermique et auront un refroidissement intégral et des circuits d'écoulement secondaire intégrés qui traversent les différentes sections du moteur, et ils élimineront de nombreux joints boulonnés. Cette conception sera plus difficile à entretenir car certaines pièces seront sous les joints soudés.
Le concept de LEET a été clarifié comme une déchirure totale de la conception Raptor 3, bien que Musk ait déclaré que SpaceX "le fera probablement à un moment donné". ... [Raptor 3] ressemble à un moteur LEET, mais il est beaucoup plus cher parce qu'il a encore des pièces imprimées, par exemple.

### Caractéristique des versions du moteur Raptor
Au fil du temps, le moteur Raptor a connu des améliorations. Voici les différences entre ces versions.
| Moteurs                                                         | Raptor 1                         | Raptor 1.5                       | Raptor 2                                  | Raptor 2.5                          | Raptor 3                         |
| --------------------------------------------------------------- | -------------------------------- | -------------------------------- | ----------------------------------------- | ----------------------------------- | -------------------------------- |
| Poussée en Tonne-force                                          | 185 tf                           | 185 tf                           | 230 tf                                    | 250 tf                              | 280 tf                           |
| Poussée en Newton                                               | 1814.230kN                       | 1814.230kN                       | 2255.529kN                                | 2451.662kN                          | 2745.862kN                       |
| Modulation de la poussée                                        | 20-100%                          | 20-100%                          | 20-100%                                   | 20-100%                             | Inconnu                          |
| Pression dans la chambre de combustion                          | 185 Bar                          | 185 Bar                          | 300 Bar                                   | 330 Bar                             | 350 Bar                          |
| Orientation                                                     | 15° degrés sur les axes Y et Z   | 15° degrés sur les axes Y et Z   | 15° degrés sur les axes Y et Z            | 15° degrés sur les axes Y et Z      | Inconnu                          |
| Systèmes d’orientation Hydraulique                              | Hydrauliques                     | Hydrauliques                     | Hydrauliques première version puis arrêté | Arrêté                              | Inconnu                          |
| Système d’orientation TVC                                       | Non                              | Non                              | TVC Trust Vector Control électrique       | TVC Trust Vector Control électrique | Inconnu                          |
| Masse du moteur                                                 | 2080 kg                          | 2080 kg                          | 1630 kg                                   | 1630 kg                             | 1525 kg                          |
| Masse du moteur + des commodités côté véhicule et du matériel : | 3630 kg                          | 3630 kg                          | 2 875 kg                                  | 2 875 kg                            | 1720kg                           |
| Impulsion spécifique                                            | 350 s                            | 350 s                            | 347 s                                     | 347 s                               | 350 s                            |
| Propergols                                                      | LCH4 / LOX                       | LCH4 / LOX                       | LCH4 / LOX                                | LCH4 / LOX                          | LCH4 / LOX                       |
| Turbopompes                                                     | 2                                | 2                                | 2                                         | 2                                   | Inconnu                          |
| Chambre de précombustion                                        | 2                                | 2                                | 2                                         | 2                                   | Inconnu                          |
| Chambre de combustion principale                                | 1                                | 1                                | 1                                         | 1                                   | Inconnu                          |
| Bouclier thermique                                              | Oui                              | Oui                              | Oui                                       | Oui                                 | Non                              |
| Cycle                                                           | Combustion étagée à flux complet | Combustion étagée à flux complet | Combustion étagée à flux complet          | Combustion étagée à flux complet    | Combustion étagée à flux complet |
| Refroidissement de la tuyère                                    | Refroidi par le méthane          | Refroidi par le méthane          | Refroidi par le méthane                   | Refroidi par le méthane             | Refroidi par le méthane          |
| Refroidissement régénératif                                     | Non                              | Non                              | Non                                       | Non                                 | Oui                              |
| Impression 3D de pièces                                         | Non                              | Non                              | Non                                       | Non                                 | Non                              |
| Réallumage                                                      | Oui                              | Oui                              | Oui                                       | Oui                                 | Oui                              |
| Réutilisable                                                    | Oui                              | Oui                              | Oui                                       | Oui                                 | Oui                              |
| Utilisation                                                     | 2e étage Starship                | 2e étage Starship                | 1er et 2e étages Starship                 | 1er et 2e étages Starship           | 1er et 2e étages Starship        |
| Statut                                                          | Production arrêtée               | Production arrêtée               | En production                             | En production                       | En production                    |

## Comparaison avec d'autres modèles de moteurs-fusées
| Moteur                                           | Fusées                           | Poussée                  | Impulsion spécifique (dans le vide) | Rapport poussée/poids | Ergols                     | Cycle                                |
| ------------------------------------------------ | -------------------------------- | ------------------------ | ----------------------------------- | --------------------- | -------------------------- | ------------------------------------ |
| Merlin 1D (niveau de la mer)                     | Premier étage de Falcon 9        | 914 kN (155 000 lbf)     | 311 s (3 050 m/s)                   | 176                   | RP-1 / LOX (sous-refroidi) | Générateur de gaz                    |
| Merlin 1D Vacuum (optimisé pour le vide spatial) | Étage supérieur de Falcon 9      | 934 kN (210,000 lbf)     | 348 s (3 410 m/s)                   | 180                   | RP-1 / LOX (sous-refroidi) | Générateur de gaz                    |
| Vulcain                                          | Ariane 5, Ariane 6               | 1 371 kN                 | 432 s                               | 67.5                  | Hydrogène_liquide / LOX    | Générateur de gaz                    |
| Kouznetsov NK-33                                 | N1, Soyouz-2-1v                  | 1 638 kN (368 000 lbf)   | 331 s (3 250 m/s)                   | 136,66                | RP-1 / LOX                 | Combustion étagée riche en oxydant   |
| Energomash RD-275M                               | Proton-M                         | 1 832 kN (41 000 lbf)    | 315,8 s (3 097 m/s)                 | 174,5                 | N2O4 / UDMH                | Combustion étagée riche en oxydant   |
| Energomash RD-191 / 181                          | Angara, Antares                  | 2 090 kN (470 000 lbf)   | 337,5 s (3 310 m/s)                 | 89                    | RP-1 / LOX                 | Combustion étagée riche en oxydant   |
| Raptor Vacuum (optimisé pour le vide spatial)    | Starship                         | 2745.862kN (617,294lbf)  | ~380 s (3 700 m/s)                  | <120                  | LCH4 / LOX                 | Combustion étagée à flux complet     |
| Raptor Sea-Level (niveau de la mer)              | Starship                         | 2745.862kN (617,294lbf)  | ~350 s (3 400 m/s)                  | 200 (objectif)        | LCH4 / LOX                 | Combustion étagée à flux complet     |
| Rocketdyne RS-25                                 | Navette spatiale américaine, SLS | 2 280 kN (51 000 lbf)    | 453 s (4 440 m/s)                   | 73                    | LH2 / LOX                  | Combustion étagée riche en carburant |
| Blue Origin BE-4                                 | New Glenn, Vulcan                | 2 400 kN (550,000 lbf)   | 339 s (3 320 m/s)                   |                       | LCH4 / LOX                 | Combustion étagée riche en oxydant   |
| Aerojet Rocketdyne RS-68A                        | Delta IV                         | 3 560 kN (800 000 lbf)   | 414 s (4 060 m/s)                   | 51                    | LH2 / LOX                  | Générateur de gaz                    |
| Energomash RD-180                                | Atlas III, Atlas V               | 4 152 kN (933.000 lbf)   | 338 s (3 310 m/s)                   | 78,44                 | RP-1 / LOX                 | Combustion étagée riche en oxydant   |
| Rocketdyne F-1                                   | Saturn V                         | 7 740 kN (1 740 000 lbf) | 304 s (2 980 m/s)                   | 83                    | RP-1 / LOX                 | Générateur de gaz                    |
| Energomash RD-170/171M                           | Energuia, Zenit, Soyuz-5         | 7 904 kN (1 778 000 lbf) | 337,2 s (3 307 m/s)                 | 79,57                 | RP-1 / LOX                 | Combustion étagée riche en oxydant   |